# Facundo Tobares
Facundo Tobares (n. Puerto Santa Cruz, Santa Cruz; 23 de marzo de 2000) es un futbolista argentino. Juega de delantero en el Al-Ahli Club de la Liga Premier de Baréin.

## Carrera

### Inicios
A los 4 años, es inscrito a la Escuela Municipal de Fútbol Infantil, dónde comienza a dar sus primeros pasos. 
En 2008 es adquirido por Club Atlético Santa Cruz, y comienza jugando en la octava división. En su corto tiempo, logra ser el goleador de la Liga de Fútbol Centro y a los 13 años es convocado por la selección provincial.

### Pruebas en Buenos Aires
En 2013, Argentinos Juniors comienza a buscar jóvenes talentos en Puerto Santa Cruz. Realiza una prueba para dicho club, dónde es seleccionado y citado a realizar otra prueba, esta vez en Racing Club. A pesar de demostrar un buen nivel y ser seleccionado para la pretemporada 2014, en marzo del mismo año deciden no ofrecerle un lugar en la pensión, por lo que regresa a Santa Cruz.

### Vuelta y lesión
En su vuelta a su provincia, es convocado para jugar con la selección provincial los Juegos Evita 2014. Antes de que finalice el año, los seleccionadores vuelven a ojear a Tobares, pero este se lesiona el tobillo, finalizando el 2014 de mala manera.

### Aldosivi
A pesar de su lesión, a comienzos de 2015 es citado para realizar una prueba en Aldosivi, dónde impresiona a los entrenadores y consigue un lugar en las inferiores.
Luego de varios años en las divisiones inferiores del Tiburón, Gustavo Álvarez hace debutar a Tobares el 27 de septiembre de 2019, ingresando a los 34 minutos del primer tiempo por el lesionado Facundo Bertoglio, en la derrota por 1-2 contra Unión de Santa Fe.

## Estadísticas

### Clubes
- Actualizado hasta el 14 de enero de 2021.

| Aldosivi Argentina |                     |                     |   |   |   |   |   |   |   |   |
| 1.ª |                     |                     |   |   |   |   |   |   |   |   |
| 2019-20 | 1                   | 0                   | 1 | 0 | - | - | 2 | 0 |   |   |
| 2020 | -                   | -                   | 3 | 0 | - | - | 3 | 0 |   |   |
| Total club | Total club          | Total club          | 1 | 0 | 4 | 0 | - | - | 5 | 0 |
| Total en su carrera | Total en su carrera | Total en su carrera | 1 | 0 | 4 | 0 | - | - | 5 | 0 |
| (1) Las copas nacionales se refiere a la Copa Argentina y a la Copa de la Liga Profesional. (2) Las copas internacionales se refiere a la Copa Libertadores y a la Copa Sudamericana. |                     |                     |   |   |   |   |   |   |   |   |